# Лодзинское воеводство (II Речь Посполитая)

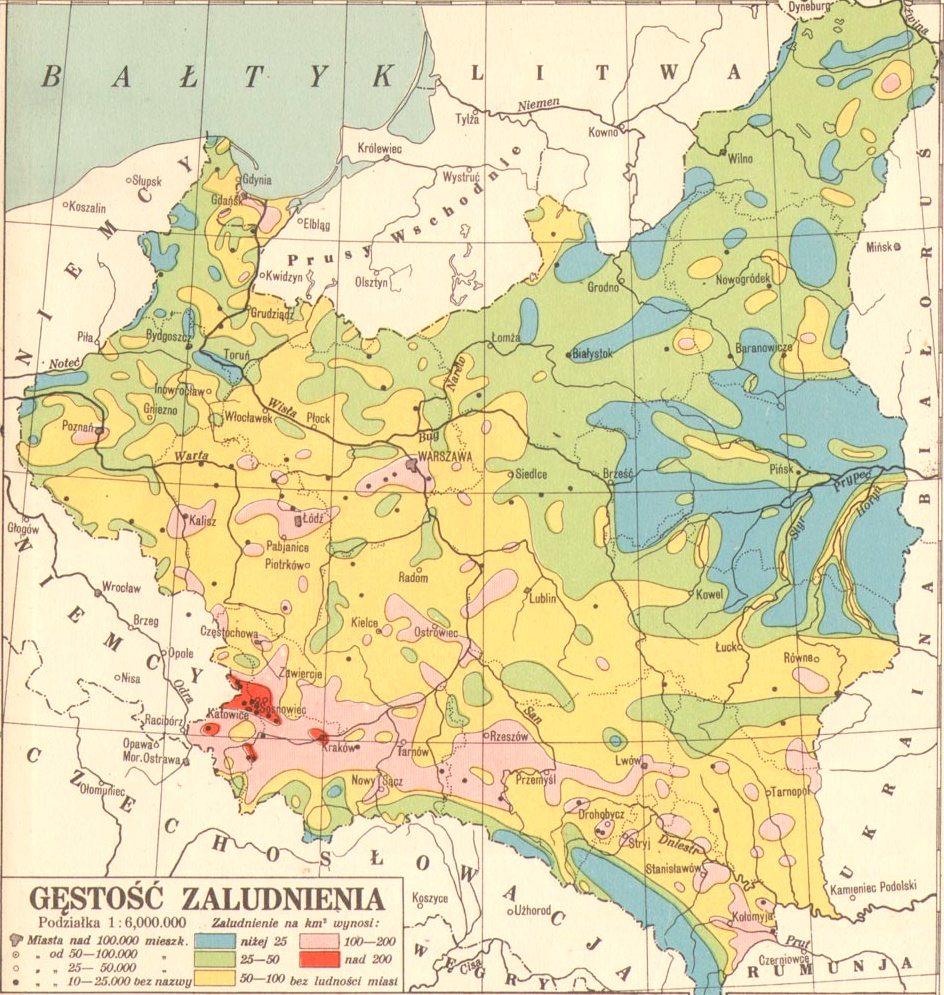
Польша, плотность населения, 1931 г.

Административное деление Польши после 1938 г.

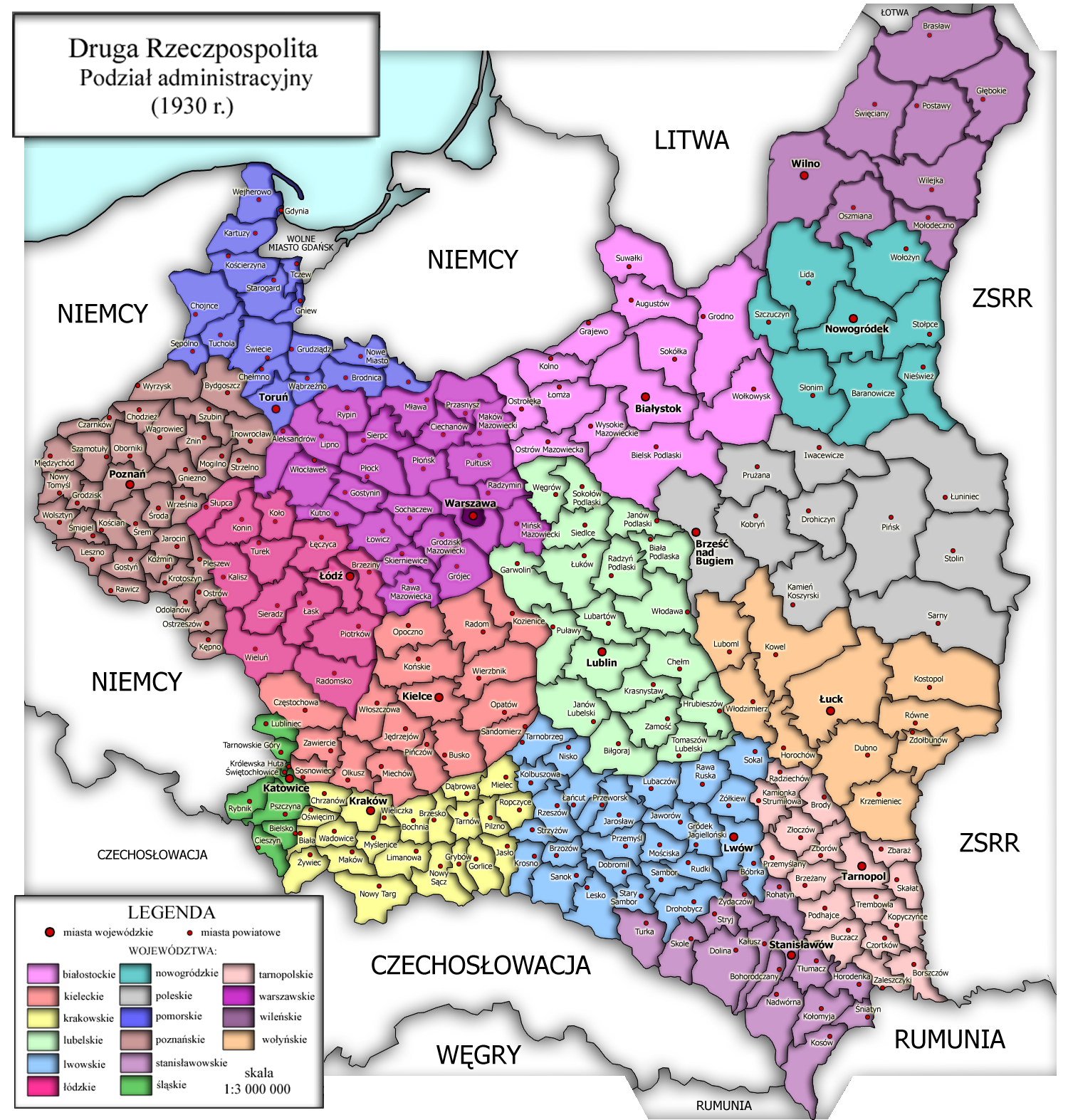
Разделение Польши на поветы (1930 г.) — Лодзинское воеводство отмечено красным

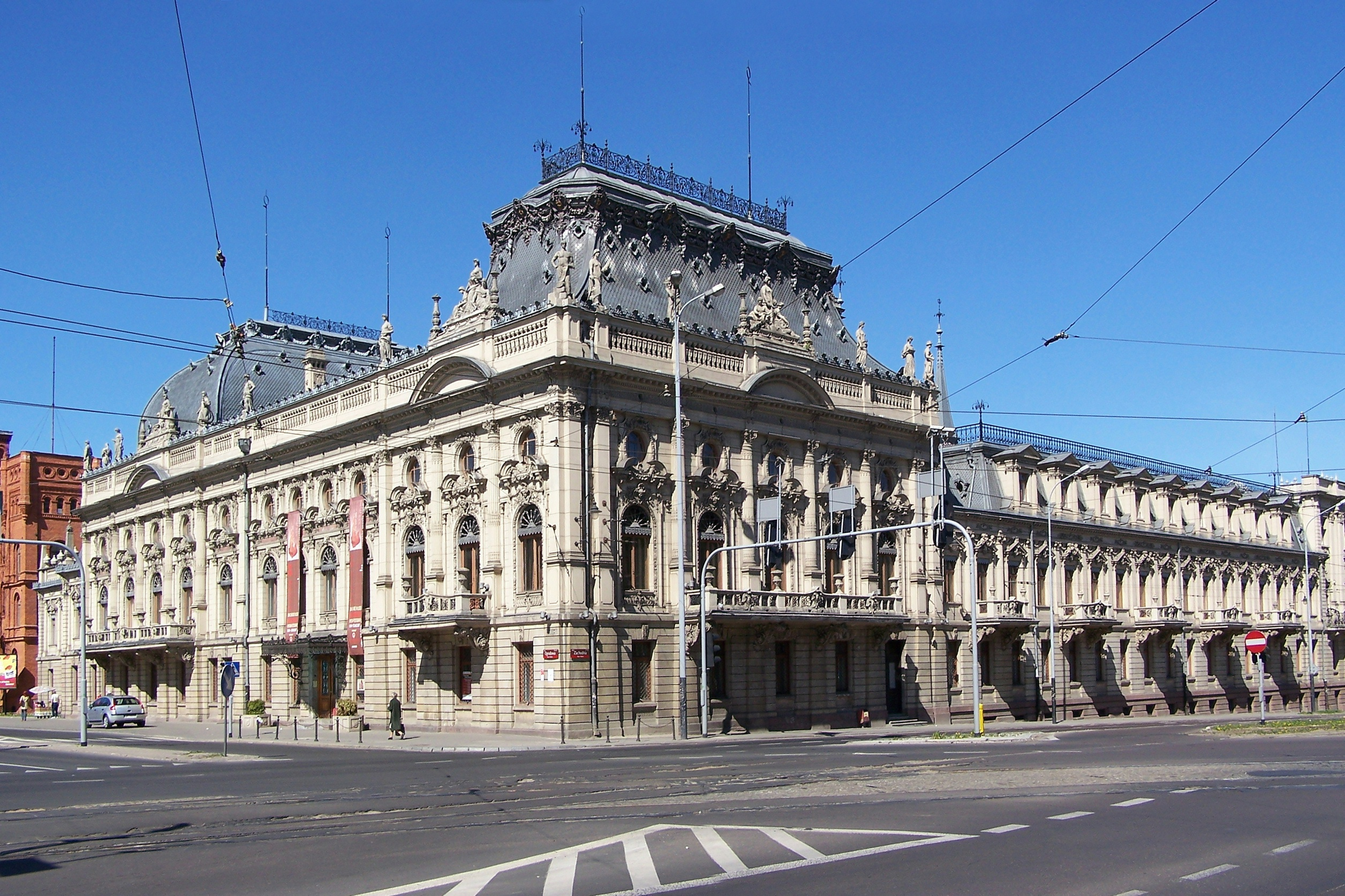
Лодзинское воеводское управление в Лодзи — современный вид

Лодзинское воеводство (пол. Województwo łódzkie) — воеводство Второй Польской Республики, существовавшее в 1919—1939 годах со столицей в Лодзи.
Лодзинское воеводство (до 1938 года) включало в себя восточную часть современного Великопольского воеводства с Калишем и Кониным, а также южную и центральную часть Лодзинского воеводства.
В 1930 году Лодзинское воеводство было разделено на 13 сельских поветов и 1 городской район. В состав губернии также входили 46 городов (1930 г.) и 232 коммуны. Она граничила с 3 воеводствами: с запада с Познанским, с юга с Келецким, с севера и востока с Варшавским воеводством, а с юго-запада с Германией.

## Население
По данным первой переписи 1921 года, в воеводстве проживало 2 252 769 человек.
- Распределение населения по национальностям[2]:
  - Поляки 1 873 629 (83,2 %)
  - Евреи 270 437 (12,0 %)
  - Немцы 103 484 (4,6 %)
- Распределение населения по религии[2]:
  - Католики 1 734 117 (77 %)
  - Иудеи 326 973 (14,5 %)
  - Протестанты 171 169 (7,6 %)
  - Меннониты 12 024 (0,53 %)

В 1926 г. население воеводства, проживающее в городах, составляло 38,7 %. Поляки составляли 83,2 % всего населения, евреи — 12 %, немцы — 4,6 %. 77 % жителей Лодзинского воеводства исповедовали католическую религию, 14,5 % иудаизм, 7,6 % — протестанты и 0,7 % греко-католики.
53,8 % жителей Лодзинского воеводства были заняты в сельском хозяйстве, 24,6 % в промышленности (в основном текстильной) и 8,3 % в торговле.
По данным на 1929 год, Лодзинское воеводство имело площадь 19 034 км², в том числе:
- пашня — 65,6 %
- луга — 7,3 %
- пастбища — 5,6 %
- леса — 13,5 %
- пустыри и промзоны — 8 %

## Административное деление
| Повет                 | Центр повета         | Площадность км² (1929) | Население (1929) | Плотность населения os./км² |
| --------------------- | -------------------- | ---------------------- | ---------------- | --------------------------- |
| Бжезинский повет      | Бжезины              | 1 117                  | 125 029          | 111,9                       |
| Калишский повет       | Калиш                | 1 480                  | 180 320          | 121,8                       |
| Кольский повет        | Коло                 | 1 233                  | 112 029          | 90,9                        |
| Конинский повет       | Конин                | 1 313                  | 111 415          | 84,9                        |
| Ласкский повет        | Ласк                 | 1 403                  | 149 404          | 106,5                       |
| Ленчицкий повет       | Ленчица              | 1 316                  | 122 422          | 93,1                        |
| Лодзь (город)         | Лодзь                | 58,75                  | 597 183          | 10165                       |
| Лодзинский (сельский) | Лодзь                | 883                    | 110 381          | 125,1                       |
| Пётркувский повет     | Пётркув-Трыбунальски | 2 088                  | 197 285          | 94,5                        |
| Радомщанский повет    | Радомско             | 2 113                  | 169 847          | 80,4                        |
| Серадзкий повет       | Серадз               | 1 613                  | 155 425          | 96,4                        |
| Слупецкий повет       | Слупца               | 1 070                  | 83 985           | 78,5                        |
| Турекский повет       | Турек                | 1 248                  | 102 139          | 81,8                        |
| Велюньский повет      | Велюнь               | 2 101                  | 181 362          | 86,3                        |

## Крупнейшие города
| Город                | Повет                       | Население (1929) |
| -------------------- | --------------------------- | ---------------- |
| Лодзь                | Лодзинский повет (сельский) | 597 183          |
| Калиш                | Калишский повет             | 55 613           |
| Пётркув-Трыбунальски | Пётркувский повет           | 43 437           |
| Томашув-Мазовецки    | Бжезинский повет            | 35 484           |
| Пабьянице            | Ласкский повет              | 34 967           |
| Згеж                 | Лодзинский повет (сельский) | 24 800           |
| Здуньска-Воля        | Серадзкий повет             | 23 540           |
| Радомско             | Радомщанский повет          | 20 372           |
| Коло                 | Кольский повет              | 13 040           |
| Озоркув              | Ленчицкий повет             | 12 589           |
| Велюнь               | Велюньский повет            | 11 032           |
| Бжезины              | Бжезинский повет            | 10 633           |
| Конин                | Конинский повет             | 10 379           |
| Ленчица              | Ленчицкий повет             | 10 267           |
| Турек                | Турекский повет             | 10 073           |
| Серадз               | Серадзкий повет             | 9 284            |

## Административное деление (1939 г.)
1 апреля 1938 года поветы Калиш, Коло, Конин и Турек были исключены из состава Лодзинского воеводства и включены в состав Познанского воеводства.
1 апреля 1939 года в состав Лодзинского воеводства были включены следующие поветы: от Варшавского воеводства поветы Кутновский, Ловичский, Равский и Скерневицкий; из Келецского воеводства поветы Опочненский и Коньский, за исключением муниципальных гмин Скаржиско-Каменна и Шидловец и сельских гмин Ближин и Шидловец.

## Воеводы
- 1919—1922 — Антоний Каменский
- 1922—1923 — Павел Гарапих
- 1923—1924 — Мариан Рембовский
- 1924 — Павел Гарапих
- 1925—1926 — Людвик Даровский
- 1926 — Ян Оссолинский
- 1926—1933 — Владислав Ящолт
- 1933—1938 — Александр Гауке-Новак
- 1938—1939 — Генрик Южевский